# Jitman Vibranovski
Jitman Vibranovski (Rio de Janeiro, 30 de julho de 1945) é um ator, professor, autor e diretor brasileiro. Conhecido por interpretar médicos, juizes e mordomos.

## Biografia
Jitman também é professor de Teatroterapia.
Fez diversas participações em telenovelas interpretando doutores e juízes.
Em 2014 deu vida à Simão no remake de Chiquititas no SBT. Seu personagem foi companheiro de Júnior (Guilherme Boury) em um cativeiro localizado na Amazônia que, após serem libertos, recebeu um convite para trabalhar na mansão Almeida Campos, cargo anteriormente ocupado por Valentina (Sandra Pêra) que estava em tratamento no momento.
Em 2016 fez uma participação em Êta Mundo Bom! na Rede Globo como um jurado de quadros num evento no Salão de Belas Artes de São Paulo, onde seu personagem é agredido por Ernesto (Eriberto Leão), motivo que o levou a ser preso. 
Ele interpretou Antônio em As Aventuras de Poliana, em 2022 interpreta o mesmo personagem na segunda fase da novela Poliana Moça.

## Filmografia

### Televisão
| Ano       | Título                     | Papel                                | Nota                          | Emissora      |
| --------- | -------------------------- | ------------------------------------ | ----------------------------- | ------------- |
| 1983      | Caso Especial              | Enfermeiro                           | Episódio: "Esquadrão da Vida" | TV Globo      |
| 1986      | Cambalacho                 | Raio Sinistro                        |                               | TV Globo      |
| 1987      | Corpo Santo                | Malta                                |                               | Rede Manchete |
| 1988      | Bebê a Bordo               | Delegado que prende Severo e Liminha |                               | TV Globo      |
| 1989      | Kananga do Japão           | Rabino                               |                               | Rede Manchete |
| 1990      | Pantanal                   | Márcio                               |                               | Rede Manchete |
| 1990      | Fronteiras do Desconhecido | Dr. Tenório                          | Episódio: "Escrava Anastácia" | Rede Manchete |
| 1990      | Mãe de Santo               | Gilberto                             |                               | Rede Manchete |
| 2003      | Celebridade                | Enrico                               |                               | TV Globo      |
| 2005      | Prova de Amor              | Juiz Gonçalves                       |                               | RecordTV      |
| 2006      | JK                         | Gabriel Passos                       |                               | TV Globo      |
| 2006      | A Diarista                 | Seu Lino                             | Episódio: Aquele da copa      | TV Globo      |
| 2007      | Desejo Proibido            | Anacleo                              |                               | TV Globo      |
| 2007      | Paraíso Tropical           | Amândio                              |                               | TV Globo      |
| 2008      | Três Irmãs                 | Juiz Marco Antônio                   |                               | TV Globo      |
| 2008      | Beleza Pura                | Antônio                              |                               | TV Globo      |
| 2008      | Chamas da Vida             | Dr. Raul                             |                               | RecordTV      |
| 2009      | Paraíso                    | Dr. Miguel                           |                               | TV Globo      |
| 2009      | Viver a Vida               | Dr. Pedro                            |                               | TV Globo      |
| 2010      | Cama de Gato               | Dr. Pompeu Louzada                   |                               | TV Globo      |
| 2010      | Nosso Querido Trapalhão    | Limeira                              | Especial de fim de ano        | TV Globo      |
| 2011      | O Astro                    | Dr. Thomás                           |                               | TV Globo      |
| 2011      | A Vida da Gente            | Dr. Emanuel                          |                               | TV Globo      |
| 2011      | Fina Estampa               | Médico                               |                               | TV Globo      |
| 2012      | Avenida Brasil             | Dr. Paulo                            |                               | TV Globo      |
| 2012      | O Brado Retumbante         | Samuel Levy                          |                               | TV Globo      |
| 2012      | Salve Jorge                | Vizinho de Sarila                    |                               | TV Globo      |
| 2013      | Amor à Vida                | Aurélio                              |                               | TV Globo      |
| 2014-2015 | Chiquititas                | Simão Simas                          |                               | SBT           |
| 2015      | I Love Paraisópolis        | Dr. Ivan                             |                               | TV Globo      |
| 2015      | A Regra do Jogo            | Gonzalez                             |                               | TV Globo      |
| 2016      | Êta Mundo Bom!             | Jurado Oscar de Melo Rodrigues       |                               | TV Globo      |
| 2016      | Sol Nascente               | Dr. Hélio                            |                               | TV Globo      |
| 2017      | Dois Irmãos                | Cid Tannus                           | 3ª Fase                       | TV Globo      |
| 2017      | Cidade dos Homens          | Médico de Davi                       |                               | TV Globo      |
| 2017      | O Rico e Lázaro            | Tite                                 |                               | RecordTV      |
| 2017      | Sob Pressão                | Custódio                             | Episódio: "29 de agosto"      | TV Globo      |
| 2018      | Tempo de Amar              | Sr. Morais                           |                               | TV Globo      |
| 2018      | As Aventuras de Poliana    | Antônio Novaes                       |                               | SBT           |
| 2022      | Poliana Moça               | Antônio Novaes                       |                               | SBT           |
| 2023      | Vai na Fé                  | Juiz Eurípides                       |                               | TV Globo      |

### Cinema
| Ano  | Título                                | Personagem              |
| ---- | ------------------------------------- | ----------------------- |
| 1984 | Amenic - Entre o Discurso e a Prática | —                       |
| 1986 | Ópera do Malandro                     | Malandro                |
| 2002 | Lara                                  | pretendente de Lara     |
| 2004 | Tudo Isto É Fado                      | Vendedor                |
| 2007 | Primo Basílio                         | André                   |
| 2015 | Meu Passado Me Condena 2              | Veterinário             |
| 2019 | Mormaço                               | Secretário de Habitação |

## Teatro[6]
- 1972 - Flicts
- 1985 - Este Mundo É um Hospício
- 1992 - O homem e o cavalo
- 1994 - Se Eu Fosse Você
- 1995 - Ela Não Se Move, Ele Olha as Mãos
- 1995 - Lábios que Beijei
- 1996 - Tristão e Isolda
- 2012 - Um Violinista No Telhado